# 宏愿队伍
宏愿队伍是由安华·依布拉欣在1993年巫统党选中领导的一支强大的竞选团队，他在该年的党选中中选为该党署理主席，击败原任的嘉化·峇峇。宏愿队伍的其他成员包括慕尤丁、莫哈末泰益等精英。该队伍的名字“宏愿”与时任巫统主席同时也是马来西亚首相的马哈迪·莫哈末所提出的2020年宏愿有关。